# 대한민국의 헌법재판소장
헌법재판소장(憲法裁判所長, 영어: President of the Constitutional Court)은 대한민국 헌법재판소의 수장이다. 국회의 동의를 얻어 헌법재판소 재판관 중에서 대통령이 임명한다. 권력분립원칙에 따른 대한민국의 3부요인 중에서 대법원장과 함께 대한민국 사법부를 공동으로 대표한다.
헌법재판소법 제7조의 해석상 재판관직을 연임하는 동시에 소장직을 함께 연임하는 것이 불가능하지는 않으나, 연임한 전례는 없다.

## 개요
대한민국 헌법 제111조 제4항, 헌법재판소법 제12조 제2항에 따라 헌법재판소장은 재판관 중에서 국회의 동의를 얻어 대통령이 임명한다. 즉, 임명되기 위한 유일한 자격요건은 현직 헌법재판소 재판관이어야 한다는 것이다.

## 역대 헌법재판소장

### 헌법위원회 위원장
| 대수 | 이름           | 임기                              | 출신지                          | 출신학교              |
| ---- | -------------- | --------------------------------- | ------------------------------- | --------------------- |
| 1대  | 서상일(徐相日) | 1948년 6월 5일 ~ 1948년 7월 23일  | 경북 대구도호부 (현 대구광역시) |                       |
| 2대  | 이시영(李始榮) | 1948년 7월 24일 ~ 1952년 7월 6일  | 경기 경성 (현 서울)             |                       |
| -    | 허정(許政)     | 1951년 5월 10일 ~ 1951년 5월 16일 | 경남 동래                       | 보성전문 (현. 고려대) |
| 3대  | 김성수(金性洙) | 1951년 5월 17일 ~ 1952년 5월 29일 | 전북 부안                       | 와세다대학            |
| -    | 장택상(張澤相) | 1952년 7월 7일 ~ 1952년 8월 14일  | 경북 칠곡                       | 에딘버러 대학         |
| 4대  | 함태영(咸台永) | 1952년 8월 15일 ~ 1956년 8월 14일 | 함경도 무산군                   |                       |
| 5대  | 장면(張勉)     | 1956년 8월 15일 ~ 1960년 4월 25일 | 경기 경성 (현 서울특별시)       | 경성농고              |
| 6대  | 정헌주(鄭憲柱) | 1960년 4월 26일 ~ 1961년 5월 20일 | 경상남도 고성군                 | 주오 대학             |

### 탄핵재판소장
| 대수 | 이름           | 임기                              | 출신지    | 출신학교     |
| ---- | -------------- | --------------------------------- | --------- | ------------ |
| 1대  | 장택상(張澤相) | 1950년 2월 21일 ~ 1956년 8월 15일 | 경북 칠곡 | 에든버러대학 |
| 2대  | 장면(張勉)     | 1956년 8월 16일 ~ 1960년 4월 27일 | 서울 종로 | 경성농고     |

### 탄핵심판위원회 위원장
| 대수 | 이름           | 임기                                | 출신지    | 출신학교 |
| ---- | -------------- | ----------------------------------- | --------- | -------- |
| 1대  | 조진만(趙鎭滿) | 1962년 12월 ~ 1965년 1월 3일        |           |          |
| 2대  | 조진만(趙鎭滿) | 1965년 1월 4일 ~ 1968년 10월 19일   | 서울 종로 | 경성농고 |
| 3대  | 민복기(閔復基) | 1968년 10월 21일 ~ 1972년 12월 27일 |           |          |

### 역대 헌법재판소장
| 대수     | 이름           | 재임기간                          | 출신지    | 출신학교 |
| -------- | -------------- | --------------------------------- | --------- | -------- |
| 1대      | 조규광(曺圭光) | 1988년 9월 15일~1994년 9월 14일   | 충남 서천 | 서울대   |
| 2대      | 김용준(金容俊) | 1994년 9월 15일~2000년 9월 14일   | 경기 경성 | 서울대   |
| 3대      | 윤영철(尹永哲) | 2000년 9월 15일~2006년 9월 14일   | 전북 순창 | 서울대   |
| 권한대행 | 주선회(周線會) | 2006년 9월 20일~2007년 1월 21일   | 경남 함안 | 고려대   |
| 4대      | 이강국(李康國) | 2007년 1월 22일~2013년 1월 21일   | 전북 임실 | 서울대   |
| 권한대행 | 송두환(宋斗煥) | 2013년 1월 28일~2013년 3월 22일   | 충북 영동 | 서울대   |
| 권한대행 | 이정미(李貞美) | 2013년 3월 23일~2013년 4월 11일   | 경남 울산 | 고려대   |
| 5대      | 박한철(朴漢徹) | 2013년 4월 12일~2017년 1월 31일   | 경남 부산 | 서울대   |
| 권한대행 | 이정미(李貞美) | 2017년 2월 1일~2017년 3월 13일    | 경남 울산 | 고려대   |
| 권한대행 | 김이수(金二洙) | 2017년 3월 14일~2017년 11월 23일  | 전북 고창 | 서울대   |
| 6대      | 이진성(李鎭盛) | 2017년 11월 24일~2018년 9월 19일  | 경남 부산 | 서울대   |
| 7대      | 유남석(劉南碩) | 2018년 9월 21일~2023년 11월 10일  | 전남 목포 | 서울대   |
| 권한대행 | 이은애(李垠厓) | 2023년 11월 11일~2023년 11월 29일 | 전남 나주 | 서울대   |
| 8대      | 이종석(李悰錫) | 2023년 11월 30일~2024년 10월 17일 | 경북 칠곡 | 서울대   |
| 권한대행 | 문형배(文炯培) | 2024년 10월 18일~2025년 4월 18일  | 경남 하동 | 서울대   |
| 권한대행 | 김형두(金炯枓) | 2025년 4월 19일~2025년 7월 23일   | 전북 정읍 | 서울대   |
| 9대      | 김상환(金尙煥) | 2025년 7월 23일~                  | 대전      | 서울대   |

## 역대 임명동의안 국회 표결 결과
| 임명권자 | 후보자 | 날짜             | 투표 결과 | 투표 결과 | 투표 결과 | 투표 결과 | 결과 | 국회   |
| 임명권자 | 후보자 | 날짜             | 찬성      | 반대      | 기권      | 무효      | 결과 | 국회   |
| -------- | ------ | ---------------- | --------- | --------- | --------- | --------- | ---- | ------ |
| 노태우   | 조규광 | 1988년 9월 15일  | 187       | 21        | 3         | 2         | 가결 | 제13대 |
| 김영삼   | 김용준 | 1994년 9월 13일  | 233       | 6         | 1         | 5         | 가결 | 제14대 |
| 김대중   | 윤영철 | 2000년 8월 25일  | 125       | 10        |           | 2         | 가결 | 제15대 |
| 노무현   | 이강국 | 2007년 1월 2일   | 157       | 2         |           | 4         | 가결 | 제17대 |
| 박근혜   | 박한철 | 2013년 4월 11일  | 168       | 97        |           | 1         | 가결 | 제19대 |
| 문재인   | 김이수 | 2017년 9월 11일  | 145       | 145       | 1         | 2         | 부결 | 제20대 |
| 문재인   | 이진성 | 2017년 11월 24일 | 254       | 18        | 1         | 3         | 가결 | 제20대 |
| 문재인   | 유남석 | 2018년 9월 20일  | 185       | 40        |           | 4         | 가결 | 제20대 |
| 윤석열   | 이종석 | 2023년 11월 30일 | 204       | 61        | 26        |           | 가결 | 제21대 |
| 이재명   | 김상환 | 2025년 7월 23일  | 206       | 49        | 9         |           | 가결 | 제22대 |

## 같이 보기
- 대한민국 헌법재판소
- 대한민국의 헌법재판소 재판관

### 내용주
1. ↑  국가원수인 대통령을 제외하고 대한민국의 입법부, 사법부, 행정부를 이루는 3부요인은 국회의장(입법부), 대법원장·헌법재판소장(사법부), 국무총리(행정부)이다. 대법원장과 헌법재판소장은 사법부를 공동으로 대표하고, 한편으로 대통령은 행정부 수반이지만  동시에 국가원수이므로 3부요인에서 행정부의 몫은 국무총리가 차지한다.[1] 중앙선거관리위원회 위원장은 권력분립원칙상의 국가권력을 담당하지 않고, 단지 선거행정의 독립성을 헌법적 수준에서 보장받는 것이므로 헌법기관장이라고 부른다.[2] 이에 따라 2006년 청와대에서는 대통령을 제외한 국가요인을 부르는 정식명칭을 '3부요인(국회의장, 대법원장·헌법재판소장, 국무총리) 및 헌법기관장(중앙선거관리위원회 위원장)'으로 정한바 있다.[3] 일각에서 사용되는 4부요인 또는 5부요인이라는 표현은 권력분립원칙을 오독한 비(非)법률적 표현이다.[4]